# Dragutin Esser

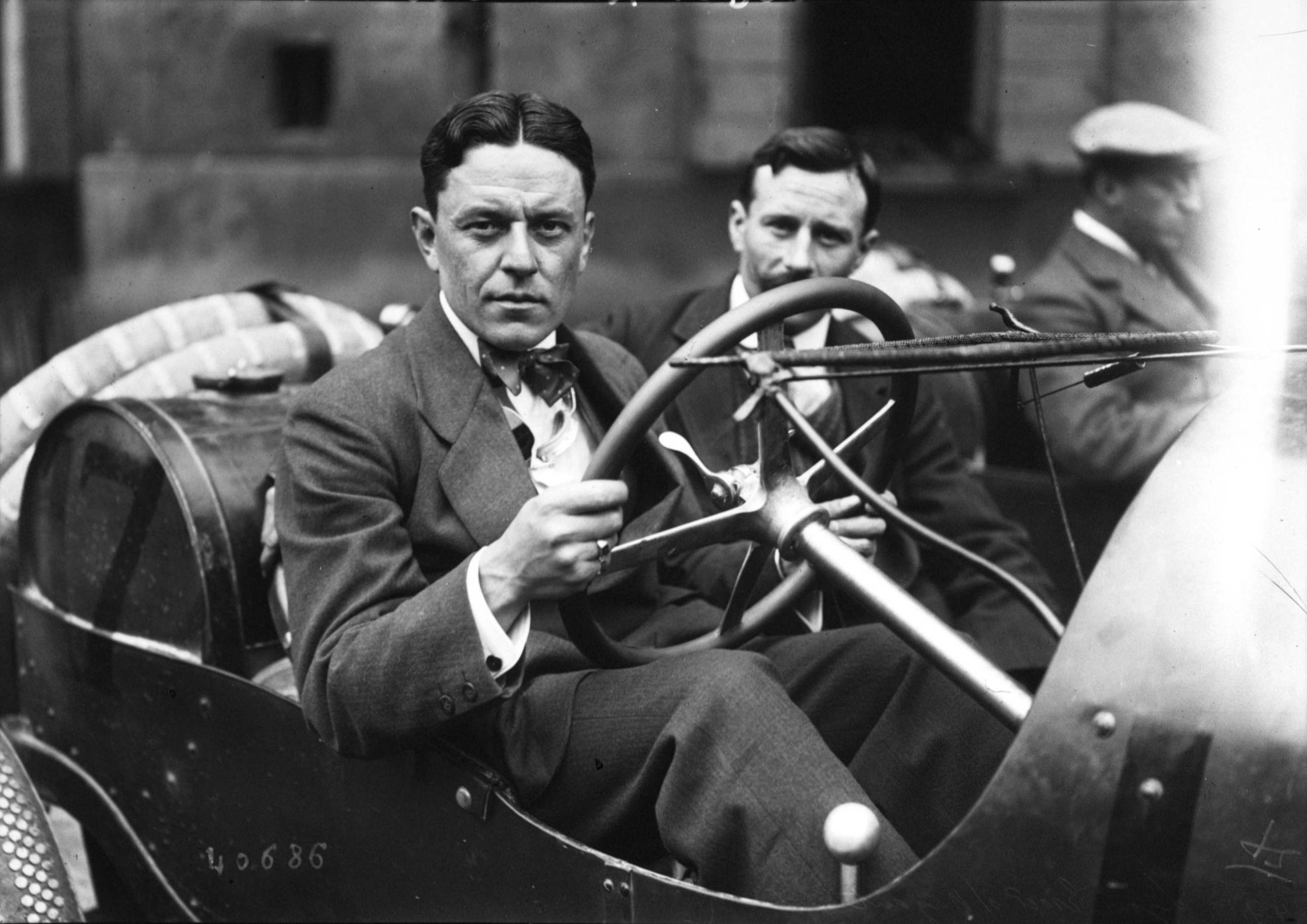
Dragutin Esser podczas Grand Prix Francji (1914)

Dragutin Esser – francuski kierowca wyścigowy i projektant torów wyścigowych.

## Kariera
W swojej karierze Esser startował głównie w wyścigach Grand Prix, w których korzystał z samochodów skonstruowanych przez Émile Mathisa. W 1911 roku wygrał francuski wyścig Coupe de l'Auto. W lipcu 1914 roku Francuz wystartował w samochodzie Nagant w Grand Prix Francji, które ukończył na szóstej pozycji.